# Bimöhlen
Bimöhlen település Németországban, Schleswig-Holstein tartományban. Lakosainak száma 1015 fő (2023. december 31.).

## Népesség
A település népességének változása:
| Lakosok száma | 601  | 943  | 984  | 995  | 1020 | 1026 | 1015 |
|               | 1975 | 2014 | 2017 | 2019 | 2021 | 2022 | 2023 |